# 島津伊久
島津 伊久（しまづ これひさ）は、南北朝時代から室町時代前期にかけての守護大名。薩摩国守護。島津氏7代当主（総州家2代当主）。

## 生涯
島津師久の嫡男として誕生。
島津氏は南北朝時代に総州家・奥州家に分裂、九州探題今川了俊が九州に下向すると叔父で奥州家当主・氏久と共に了俊に従い征西府と戦ったが、永和元年/天授元年（1375年）、少弐冬資が了俊に諜殺されると氏久と共に南朝に寝返り（水島の変）、永徳2年/弘和2年（1382年）に薩摩守護に復職すると了俊に帰順した。
明徳4年（1393年）、嫡男・守久と仲違いして川辺郡平山城を囲まれたが、従弟の島津元久（大隅守護である奥州家・島津氏久の子）の仲介で収まり、見返りとして薩摩守護職と島津氏家宝、領地の川辺郡（硫黄島を含む）を元久に譲った。しかし応永7年（1400年）、元久が養子としていた伊久の三男・久照と伊久一族である夫人とを突然離縁させた。更に元久が薩摩守護の伊久の領地の薩摩国内に城を建て、支配を強めたことが原因で奥州家・総州家は絶縁状態になった。幕府は伊久を支持し、応永8年（1401年）には鶴田氏を除く渋谷四氏が伊久に味方して、元久と鶴田氏を菱刈（現・鹿児島県伊佐市菱刈）に追い遣るなどしたが、応永11年（1404年）に幕府の調停で和睦した。
応永14年（1407年）に平佐城にて死去。家督は守久が継いだ。